# Языки Ливана
В Ливане, помимо арабского языка, являющегося языком арабского большинства (95 % населения), распространены армянский, греческий, курдский и другие языки. Согласно 11-й статье конституции Ливана арабский язык является «национальным языком», а соответствующие законы определяют случаи, когда возможно использование французского языка. Французский язык де-факто является национальным рабочим языком.
В древности на территории современного Ливана был распространён финикийский язык, который господствовал до IV века до нашей эры. Затем финикийский был вытеснен близким к нему арамейским языком. После завоевания Ливана Александром Македонским языком культуры и межэтнического общения стал греческий язык. После завоевания этого региона арабами-мусульманами в VII веке нашей эры, в течение пяти столетий арабский язык постепенно вытеснял арамейский (сирийский) и греческий языки. На сегодняшний день сирийский язык остаётся языком богослужения у маронитов, яковитов и сиро-католиков, а греческий язык — у православных и греко-католиков.
Народной разновидностью арабского языка в Ливане является ливанский диалект (3,9 млн носителей), входящий в сиро-палестинскую подгруппу восточных диалектов арабского языка. В то время, когда в остальных арабских странах фусха (то есть арабский литературный язык) был принят в качестве национального языка, в Египте и Ливане предпринимались попытки бросить вызов литературному языку и возвысить свои народные языки — местные диалекты арабского языка. Литературный «высокий» арабский язык считался в Арабском мире священным языком Корана и основой арабской национальной идентичности, а «низкий» народный язык ассоциировался с сектантством и сепаратизмом. В отличие от арабских националистов, ливанские арабы-христиане, составляющие значительную часть населения Ливана, способствуют распространению народной разновидности арабского языка, чтобы отличаться от других арабских стран с мусульманским большинством.
В ливанских школах в качестве второго или третьего языка обычно изучают французский и английский языки. Ливанские христиане отдают предпочтение французскому, в то время как у мусульман популярен английский язык. Французский среди христиан является языком идентичности в большей степени, чем владение английским среди мусульман. Владеющий французским языком скорее всего окажется христианином. Всего в Ливане проживают 16600 носителей французского языка, а количество тех, для кого французский является вторым языком составляет 667 тысяч человек. Количество носителей английского языка намного меньше — 3300 человек.
Помимо вышеперечисленных языков в Ливане также распространены армянский и севернокурдский языки с 235 тысячами (1986) и 75 тысячами (2002) носителей соответственно.